# Thái-Sơn Kwiatkowski
Thái-Sơn Kwiatkowski (sinh ngày 13 tháng 2 năm 1995) là tay vợt người Mỹ gốc Việt từng chơi chung cho đội Virginia Cavaliers. Ngày 29 tháng 5 năm 2017, Kwiatkowski đã giành Giải vô địch Đơn nam NCAA. Chiến thắng này giúp anh có được tấm vé lọt vào trận hòa chính của Giải quần vợt Mỹ Mở rộng năm 2017.

## Thể thao học đường
Sau khi tốt nghiệp trung học, Kwiatkowski đã là tuyển thủ hàng đầu của quốc gia. Anh từng có mặt trong ba đội vô địch quốc gia suốt thời gian ở Virginia. Khi còn là sinh viên năm hai, Kwiatkowski giành được kỷ lục thắng một mùa giải của trường với tỷ số 44-8 trong suốt mùa giải. Ngày 11 tháng 9 năm 2016, Kwiatkowski đã giành chiến thắng tại American Collegiate Invitational, giải đấu này giúp anh có được tấm vé tranh tài giải đấu vòng loại Mỹ Mở rộng. Sau mùa giải cao cấp này, anh được vinh danh là đội đầu tiên toàn ACC. Kwiatkowski còn giành danh hiệu đánh đơn quần vợt tại Giải vô địch đơn nam NCAA năm 2017 khi đánh bại được tay vợt William Blumberg trong trận chung kết.

## Thể thao chuyên nghiệp
Sau khi giành chức vô địch giải đơn NCAA, Kwiatkowski được tham gia vòng đấu khởi động cho trận hòa chính của Giải quần vợt Mỹ Mở rộng năm 2017. Anh phải đối mặt với hạt giống số 23 Mischa Zverev ở vòng đầu tiên và để thua trong năm set.
Anh còn được tấm vé tranh tài trận hòa chính của Giải quần vợt Mỹ Mở rộng năm 2020, để rồi phải thua Kwon Soon-woo ở vòng đầu tiên trong bốn set.

## Đời tư
Cha mẹ của Thái-Sơn là Wendi Lê và Tim Kwiatkowski. Anh có một người em trai tên là Liêm-Sơn. Cha mẹ anh đều là cựu sinh viên Đại học Virginia. Kwiatkowski mang hai dòng máu Việt Nam và Ba Lan. Kwiatkowski học chuyên ngành thương mại.
Ngày 23 tháng 2 năm 2021, Thái-Sơn Kwiatkowski đã nhập quốc tịch Việt Nam thành công và sẽ thi đấu cho đội tuyển quần vợt quốc gia Việt Nam trong các giải đấu sắp tới. Anh ngay lập tức trở thành tay vợt có thành tích cao nhất đại diện cho Việt Nam sau khi nhập quốc tịch và lên kế hoạch đại diện cho đất nước đi thi đấu quốc tế. Anh hiện đang chơi cho đội Hưng Thịnh - Thành phố Hồ Chí Minh từ tháng 10 năm 2019.
Thái-Sơn không phải là tay vợt sinh ra ở nước ngoài đầu tiên được một đội quần vợt trong nước chiêu mộ. Một vận động viên quần vợt người Mỹ gốc Việt tên là Daniel Nguyễn cũng đang thi đấu cho đội Hải Đăng - Tây Ninh và nhập quốc tịch Việt Nam vào năm 2019.